# إحياءه (فلم 1915)
إحياءه (بالإنجليزية: His Regeneration) هو فيلم صامت كوميدي أمريكي، أنتج عام 1915 بواسطة استوديوهات إساناي. شارك تشارلي تشابلن في الفيلم، ولكن بدور صغير.

## القصة
مجرم قاسي يدخل في جدال حول فتاة في قاعة الرقص.

## البطولة
- جيلبرت أندرسون.
- مارغريت كلايتون.
- لي ويلارد.
- هيزل أبليغات.
- تشارلي تشابلن.

وغيرهم.

## روابط خارجية
- مقالات تستعمل روابط فنية بلا صلة مع ويكي بيانات